# باري ليونز
باري ليونز (بالإنجليزية: Barry Lyons)‏ هو مدرب كرة قدم ولاعب كرة قدم بريطاني في مركز نصف الجناح، ولد في 14 مارس 1945 في شايربروك ‏ في المملكة المتحدة. لعب مع دارلينجتون إف سى ونادي روذرهام يونايتد ونادي يورك سيتي ونوتينغهام فورست.

## وصلات خارجية
- باري ليونز على موقع قاعدة بيانات كرة القدم.إي يو (الإنجليزية)
- باري ليونز على موقع Soccerbase.com (مدرب) (الإنجليزية)